# 菅野了次
菅野 了次（かんの りょうじ、1956年1月 - ） は、日本の無機化学者。東京工業大学科学技術創成研究院全固体電池研究センター長・特命教授、東京工業大学名誉教授。元固体イオニクス学会会長。

## 人物・経歴
兵庫県生まれ。1978年大阪大学理学部化学科卒業。1980年大阪大学大学院理学研究科無機及び物理化学専攻博士前期課程修了、三重大学工学部資源化学科助手。1985年大阪大学理学博士。1989年神戸大学理学部化学科助教授。1991年文部省在外研究員（オレゴン州立大学）。1995年東京工業大学工業材料研究所助教授併任。1999年高エネルギー加速器研究機構物質構造科学研究所助教授併任、パリ第11大学招聘教授併任。2001年東京工業大学大学院総合理工学研究科教授。2002年京都大学化学研究所無機素材化学研究部門客員研究領域教授併任。2016年東京工業大学物質理工学院副学院長・教授。2018年東京工業大学科学技術創成研究院教授、全固体電池研究ユニットリーダー、固体イオニクス学会会長。2021年東京工業大学名誉教授、東京工業大学科学技術創成研究院全固体電池研究センターセンター長・特命教授、科学技術振興機構共創の場形成支援プログラム（COI-NEXT）プログラムオフィサー（環境エネルギー分野）。全固体電池材料等を研究。趣味は音楽鑑賞。

## 著書
- "New lithium solid electrolytes, thio-LISICON: materials design concept and application to solid state battery." Solid State Ionics: Trends in the New Millennium, World Scientific Publishing Co. Pte. Ltd., Singapore. 2002
- 「全固体電池入門」高田和典・鈴木耕太 共著、日刊工業新聞社 2019年 ISBN 978-4-526-07939-9

## 受賞
- 電気化学協会佐野賞 1988[9]
- 日本化学会進歩賞 1989[9]
- 粉体粉末協会進歩賞 2010[5]
- American Ceramic Society Spriggs Phase Equilibria Award 2010[5]
- 粉体粉末冶金論文賞 2016[9]
- 加藤記念賞 2016[12]
- The Electrochemical Society, Battery Division Research Award 2017[9]
- 山崎貞一賞 2018[13]
- 電気化学会論文賞 2019[14]
- 市村学術賞本賞 2020[15]
- 電気化学会学会賞（武井賞） 2021[16]
- 文部科学大臣表彰科学技術賞（研究部門） 2021[10]